# Ioasaf (Vasylykiv)
Ioasaf (světským jménem: Ivan Kuzmyč Vasylykiv; * 7. února 1955, Hrušiv) je ukrajinský duchovní Pravoslavné církve Ukrajiny a metropolita ivano-frankivský a haličský.

## Život
Narodil se 7. února 1955 ve vesnici Hrušiv Lvovské oblasti.
Roku 1972 dokončil střední školu a následující rok nastoupil do vojenské služby. Od roku 1976 pracoval v továrně na jeřáby. V letech 1977–1986 byl řidičem trolejbusu ve Lvově. Poté nastoupil do vojenské služby na částečný úvazek.
Od února 1988 byl hypodiakonem katedrálního chrámu v Archangelsku. Dne 23. dubna 1989 jej biskup archangelský a murmanský Panteleimon (Dolganov) postřihnul na rjasofora a následující den rukopoložil na hierodiakona. Dne 1. října 1990 jej biskup Panteleimon rukopoložil na jeromonacha. Stal se představeným chrámu ve vesnici Verkola Piněžského rajónu Archangelské oblasti.
Dne 24. března 1992 byl postřižen na monacha a přijal mnišské jméno Ioasaf. Dne 30. března 1992 jej Svatý synod jmenoval představeným Artemievo-Verkolského monastýru. Dne 15. dubna 1992 mu patriarcha Alexij II. udělil právo nosit náprsní kříž. Dne 24. března 1995 byl povýšen na igumena. V červenci 1995 byl odvolán z funkce představeného a od května 1996 byl znovu představeným monastýru.
Dne 8. ledna 1997 požádal o zproštění od funkce představeného a 9. ledna byla jeho žádost schválena.
Odešel na Ukrajinu a 7. března 1997 byl přijat do jurisdikce Ukrajinské pravoslavné církve Kyjevského patriarchátu. Stejného roku jej Svatý synod Kyjevského patriarchátu zvolil biskupem doněckým a luhanským. Dne 6. dubna 1997 proběhla v chrámu svatého Vladimíra v Kyjevě jeho biskupská chirotonie.
Dne 28. října 1997 byl ustanoven biskupem ivano-frankivským a haličským.
Dne 9. prosince 2002 byl povýšen na arcibiskupa.
Dne 23. ledna 2012 ho patriarcha kyjevský Filaret povýšil na metropolitu.
Roku 2018 přešel na Sjednocujím sněmu ukrajinských pravoslavných církví do jurisdikce nové Pravoslavné církve Ukrajiny.